# Elpis (mythologie)
Pour les articles homonymes, voir Elpis.
Dans la mythologie grecque, Elpis (en grec ancien ἐλπίς / elpís) est la personnification de l'espoir. 
Son équivalent romain est Spes.

## Famille
Elpis serait la fille de Nyx, déesse de la nuit et la mère de Pheme, déesse de la réputation, de la renommée et de la rumeur.

## Mythe et sens
Dans Les Travaux et les jours d'Hésiode, Pandore laisse s'échapper tous les maux de la jarre d'où ils étaient enfermés ; seule Elpis reste au fond, Pandore ayant replacé le couvercle par la volonté de Zeus. Ce passage a suscité l'interrogation dès l'Antiquité : on s'est demandé pourquoi l'espoir était considéré comme un mal et pourquoi il était censé rester dans la jarre, alors que les humains sont bel et bien capables d'espérer.
Pour certains, la jarre de Pandore contient non seulement les maux, mais aussi les biens. Chez Babrius, un fabuliste de l'époque romaine impériale, les maux se répandent sur Terre quand Pandore soulève le couvercle, tandis que les biens gagnent le ciel. On a objecté que cette version était conforme à la conception stoïcienne de la divine Providence, mais non à la vision pessimiste de l'époque archaïque, pour laquelle l'homme est intrinsèquement mauvais. Il est également possible que Babrius ait combiné le mythe de Pandore avec le récit de Théognis de Mégare, selon lequel les dieux, qui vivent initialement sur la Terre, finissent par regagner le ciel devant la méchanceté humaine
Pour d'autres encore, le fait qu'Elpis reste enfermée dans la jarre signifie que la condition humaine est sans espoir, désespérée. Toutefois, cela n'explique pas pourquoi Elpis est considérée comme un mal.
On a suggéré qu'« elpis » ne devait pas être traduit par « espoir », mais par « attente », au sens d'attendre ce qui va advenir. Zeus aurait initialement prévu que les hommes non seulement souffrent des différents maux, mais qu'ils s'attendent à souffrir en permanence. Eschyle y fait peut-être allusion dans son Prométhée enchaîné, quand Prométhée déclare : « J'ai guéri les hommes d'être hantés par la prévision de leur mort (…). J'ai logé en eux des espérances qui les aveuglent. » De même, Platon indique dans le Gorgias qu'il faut « ôter aux hommes la prescience de leur dernière heure ; car maintenant ils la connaissent d'avance. Aussi déjà l'ordre est donné à Prométhée qu'il change cela. »
Dans La Cuisine du sacrifice en pays grec, Jean-Pierre Vernant livre une riche et complexe interprétation de Elpis : de son point de vue, elle n'est ni bonne, ni mauvaise, mais ambiguë :

« Pour qui est immortel, comme les dieux, nul besoin d' Elpis. Pas d' Elpis non plus pour qui, comme les bêtes, ignore qu'il est mortel. Si l'homme, mortel comme les bêtes, prévoyait comme les dieux tout le futur à l'avance, s'il était tout entier du côté de Prométhée, il n'aurait plus la force de vivre, faute de pouvoir regarder sa propre mort en face. Mais se connaissant mortel sans savoir quand ni comment il mourra, Elpis, prévision, mais prévision aveugle, illusion nécessaire, bien et mal à la fois, Elpis seule permet de vivre cette existence ambigüe, dédoublée, qu'entraîne la fraude prométhéenne quand elle institue  le premier repas sacrificiel. Tout désormais a son revers: plus de contact avec les dieux qui ne soit aussi, à travers le sacrifice, consécration d'une infranchissable barrière entre mortels et Immortels, plus de bonheur sans malheur, de naissance sans trépas, d'abondance sans peine ni fatigue, de nourriture sans faim, dépérissement, vieillesse et mortalité, plus de mâle sans femme, de Prométhée sans Épiméthée, plus d'existence humaine sans la double Elpis, attente ambigüe, crainte et espoir à la fois face à un avenir incertain — Elpis en qui, comme chez la meilleure épouse, «le mal tout au long de la vie vient contrebalancer le bien» »

Sophocle présente l'oracle, la voix prophétique (Φήμη) comme la « fille de l'Espérance d'or ».

## Description
Elpis est dépeinte comme une jeune femme portant généralement des fleurs ou une corne d'abondance dans ses mains. 